# سیلویا دوبلادو
سیلویا دوبلادو (انگلیسی: Silvia Doblado؛ زادهٔ ۲۲ مارس ۱۹۸۷) بازیکن فوتبال اهل اسپانیا است.
از باشگاه‌هایی که در آن بازی کرده‌است می‌توان به باشگاه فوتبال زنان بارسلونا اشاره کرد.
وی همچنین در تیم ملی فوتبال Spain under-19 بازی کرده‌است.